# Rede de proteção

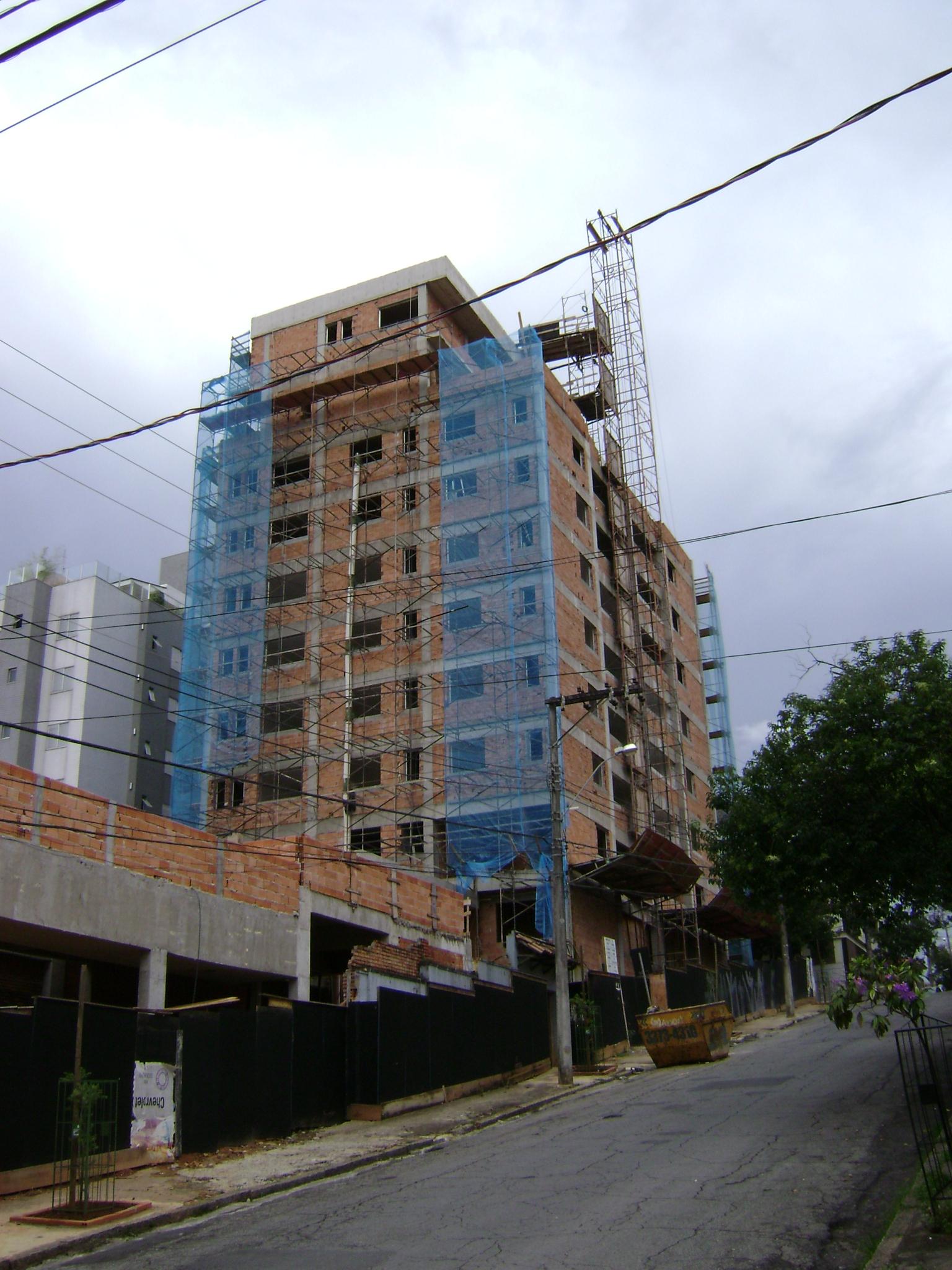
Uma edificação utilizando-se de uma rede de proteção durante a construção.

Rede de proteção (ou rede de construção) é o tecido que envolve as edificações em construção para evitar que objetos caiam para fora do terreno, ou até para que não caiam nos andares inferiores, além de uma proteção adicional para os trabalhadores.
O material da rede deve ter resistência de 150 kgf/m com malhas de 20 cm a 40 cm.
As redes de proteção também são muito utilizadas em janelas, sacadas e varandas de apartamentos ou sobrados como item de segurança contra quedas acidentais de pessoas ou animais de estimação. Nesse caso, o material (nylon Poliamida ou nylon Polietileno) tem malha de 3 cm a 5 cm e capacidade de resistência de até 500kg por metro quadrado.
As malhas de 3 cm são indicadas para ambientes com crianças pequenas ou animais de estimação. O espaçamento menor entre as redes dificulta a passagem e com isso garantem a segurança. Em situações onde a residência tem crianças maiores de 5 anos ou adultos, é recomendado o uso da malha de 5 cm, que é considerada a trama padrão do mercado.
As redes de proteção (ou tela de proteção) de Poliamida são indicadas para ambientes internos, como vão de escadas. Já as redes de proteção de Polietileno são indicadas para ambientes externos, pois nesse caso, o nylon recebe tratamento anti UV e antioxidante para maior durabilidade do produto diante das ações do tempo.

## Brasil
No Brasil, a Norma Regulamentadora NR 18, sugere que as redes de proteção "tipo trapézio" podem ser utilizadas como um sistema limitador de quedas de altura, proporcionando um sistema de segurança e salvamento contra quedas ou que proporcione baixo risco de morte ou ferimentos.